# Vallmora
Vallmora  är en bebyggelse norr om Borlänge i Falu kommun.  Bebyggelsen klassades vid avgränsningen 2020 som en separat småort.